# Знаменка (Забайкальский край)
Знаменка — село в Нерчинском районе Забайкальского края России. Административный центр сельского поселения «Знаменское».

## География
Село находится в центральной части района, на левом берегу реки Нерчи, вблизи места впадения в неё реки Агафонихи, на расстоянии примерно 23 километров (по прямой) к северо-западу от города Нерчинска. Абсолютная высота — 510 метров над уровнем моря.
Климат
Климат характеризуется как резко континентальный, с продолжительной холодной зимой. Средняя температура самого тёплого месяца (июля) составляет 18 — 20 °С (абсолютный максимум — 38 °С). Средняя температура самого холодного месяца (января) — −28 — −30 °С (абсолютный минимум — −54 °С). Годовое количество осадков — 300—350 мм. Продолжительность безморозного периода составляет 100—110 дней.
Часовой пояс
Село Знаменка находится в часовой зоне МСК+6. Смещение применяемого времени относительно UTC составляет +9:00.

## История
Основано в конце XVII века. До начала 1917 года называлось Торга (Торгинская). Основным занятием жителей были заготовка и торговля пушниной. В 1775 году крестьяне были приписаны в крепостную зависимость к Нерчинскому сереброплавильному заводу. С 1851 года крестьяне были переведены в казачье сословие, а Торга стала местом пребывания штаба 9-го батальона пешего войска Забайкальского казачьего войска. В 1891 году пешее казачье войско было переформировано в конное, а населённый пункт стал центром станицы Торгинской (Знаменской). В период с 1923 по 1926 годы являлась центром Знаменской волости.

## Население
| 1989 | 2002 | 2010 | 2021 |
| ---- | ---- | ---- | ---- |
| 1066 | ↘906 | ↘796 | ↘719 |

Половой состав
По данным Всероссийской переписи населения 2010 года в гендерной структуре населения мужчины составляли 50,4 %, женщины — соответственно 49,6 %.
Национальный состав
Согласно результатам переписи 2002 года, в национальной структуре населения русские составляли 99 % из 906 чел.

## Инфраструктура
В селе функционируют средняя общеобразовательная школа и православная церковь.
Так же в селе находится придорожное кафе с парковкой .

## Улицы
Уличная сеть села состоит из девяти улиц.